# James Stuart, 1. Viscount Stuart of Findhorn
James Gray Stuart, 1. Viscount Stuart of Findhorn, CH, MVO, MC*, PC (* 9. Februar 1897 in Edinburgh, Schottland; † 20. Februar 1971) war ein britisch-schottischer Politiker der Scottish Unionist Party-Conservative Party, der unter anderem zwischen 1923 und 1959 Mitglied des Unterhauses (House of Commons) sowie von 1951 bis 1957 Minister für Schottland war. Am 20. November 1959 wurde er als Viscount Stuart of Findhorn geadelt und damit Mitglied des Oberhauses (House of Lords).

## Leben

### Familiäre Herkunft und Offizier im Ersten Weltkrieg
Stuart war das dritte von vier Kinder von Morton Gray Stuart, 17. Earl of Moray und dessen Ehefrau Edith Douglas Palmer, einer Tochter von Konteradmiral George Palmer. Sein ältester Bruder Francis Douglas Stuart erbte beim Tod des Vaters am 19. April 1930 dessen Titel als 18. Earl of Moray sowie die nachgeordneten Titel und war von 1935 bis zu seinem Tod 1943 Lord Lieutenant von Morayshire. Sein zweitältester Bruder war Archibald John Morton Stuart, der als Commander in der Royal Navy diente und beim Tod des ohne männlichen Nachkommen am 9. Juli 1943 verstorbenen älteren Bruders Francis Douglas Stuart die Titel als 19. Earl of Moray erbte. Das jüngste Kind und einzige Tochter war Lady Hermione Moray Stuart, die am 23. April 1919 den späteren Admiral Henry Tritton Buller heiratete.
James Gray Stuart selbst absolvierte seine schulische Ausbildung am renommierten Eton College und trat nach Beginn des Ersten Weltkrieges seinen Militärdienst bei den Royal Scots (The Royal Regiment) an. Er diente als Captain im 3. Bataillon der Royal Scots und war zuletzt Brigademajor der 15. Infanteriebrigade. Für seine militärischen Verdienste wurde ihm zum 1. Januar 1917 das Military Cross (MC) verliehen, zu dem er 18. Juli 1917 eine Spange (Bar) erhielt. Nach Kriegsende war er zwischen dem 1. Juni 1920 und 1921 Stallmeister (Equerry-in-Waiting) von Prinz Albert Frederick Arthur George, Duke of York. Am 30. Dezember 1921 wurde er Member des Royal Victorian Order (MVO).

### Unterhausabgeordneter und Juniorminister
Bei den Unterhauswahlen am 6. Dezember 1923 wurde Stuart als Kandidat der Scottish Unionist Party-Conservative Party erstmals zum Mitglied des Unterhauses (House of Commons) gewählt und vertrat in diesem bis zu seinem Mandatsverzicht am 18. September 1959 den Wahlkreis Moray and Nairn.
Am 18. Juni 1935 übernahm Stuart sein erstes Regierungsamt, und zwar als Lord im Schatzamt (Junior Lord of the Treasury) während der dritten Nationalen Regierung von Premierminister Stanley Baldwin. Diese Funktion nahm er auch in der vierten Nationalregierung, die Premierminister Neville Chamberlain am 28. Mai 1937 gebildet hatte. Er bekleidete den Posten des Junior Lord of the Treasury auch in der von Premierminister Chamberlain zwischen dem 3. September 1939 und dem 10. Mai 1940 gebildeten Kriegsregierung und wurde zuletzt 1939 auch Mitglied des Geheimen Kronrates (Privy Council). In der von Premierminister Winston Churchill im Anschluss am 10. Mai 1940 gebildeten Kriegsregierung war er anfangs weiterhin Junior Lord of the Treasury, ehe er am 14. Januar 1941 Gemeinsamer Parlamentarischer Sekretär im Schatzamt (Jointly Parliamentary Secretary to the Treasury) wurde und diese Funktion bis zum Ende der Amtszeit der Übergangsregierung Churchill am 26. Juli 1945 bekleidete.
Zugleich fungierte Stuart von 1941 bis 1948 Parlamentarischer Hauptgeschäftsführer der Fraktion der Conservative Party im Unterhaus (Chief Conservative Whip).

### Schottland-Minister und Oberhausmitglied

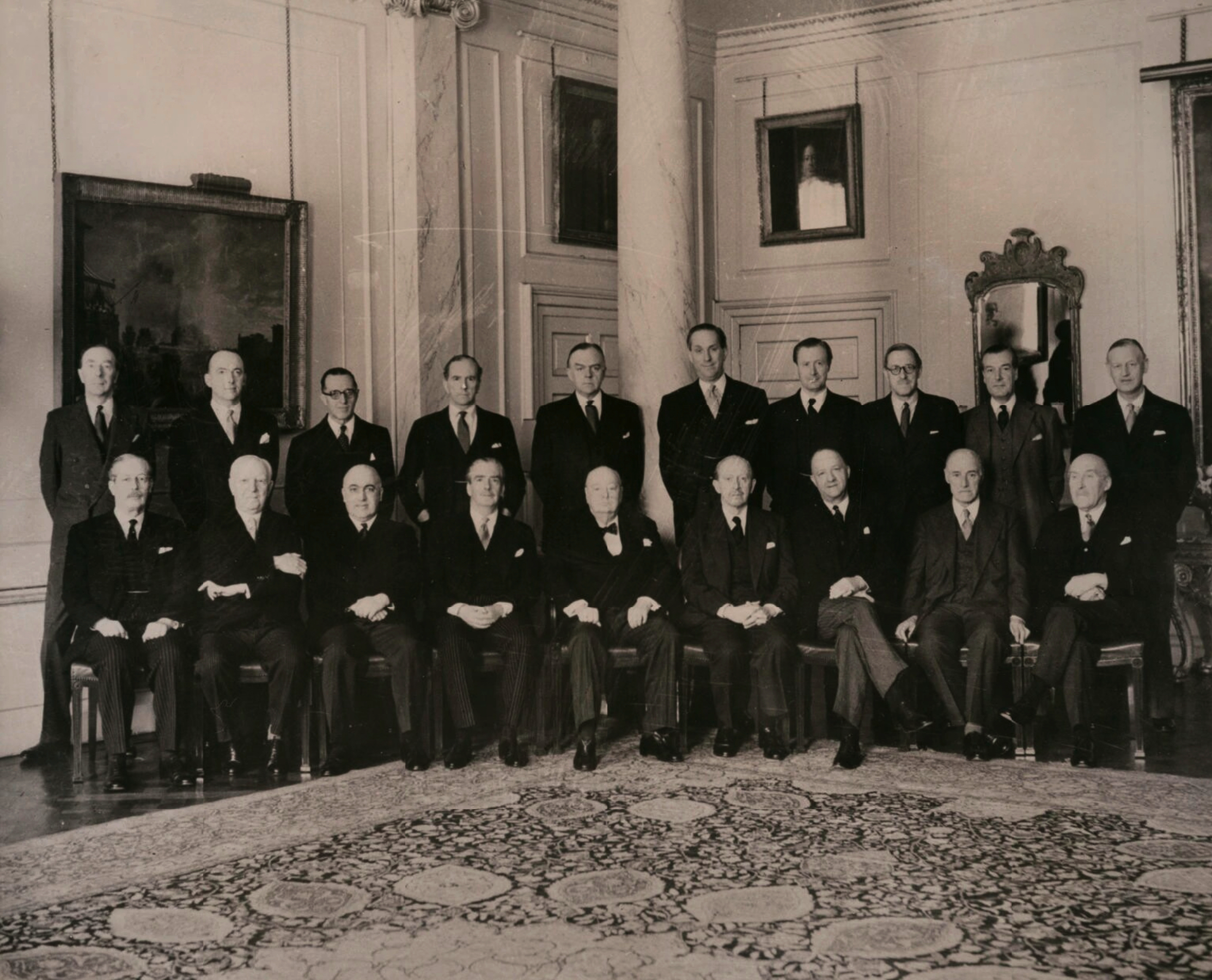
James Gray Stuart (hintere Reihe, 4. v. l.) als Schottlandminister im dritten Kabinett Churchill (1955)

Als Nachfolger von John Craik-Henderson wurde Stuart 1950 Vorsitzender der Schottischen Unionisten-Partei (Scottish Unionist Party) und behielt diese Funktion bis zu seiner Ablösung durch Michael Noble 1962.
Nach dem Wahlsieg der konservativen Tories bei der Unterhauswahl vom 25. Oktober 1951 wurde Stuart am 31. Oktober 1951 im dritten Kabinett Churchill zum Minister für Schottland (Secretary of State for Scotland). Er bekleidete dieses Ministeramt auch in der am 6. April 1955 von Premierminister Anthony Eden gebildeten Regierung bis zum Ende von Edens Amtszeit am 9. Januar 1957. Am 14. Januar 1957 wurde ihm der Order of the Companions of Honour (CH) verliehen.
Durch ein Letters Patent vom 20. November 1959 wurde Stuart als Viscount Stuart of Findhorn, of Findhorn in the County of Moray, in den erblichen Adelsstand der Peerage of the United Kingdom erhoben. Dadurch wurde er Mitglied des Oberhauses (House of Lords), dem er bis zu seinem Tod am 20. Februar 1971 angehörte.

### Ehe und Nachkommen
Stuart heiratete am 4. August 1923 Lady Rachel Cavendish, die vierte Tochter von Victor Cavendish, 9. Duke of Devonshire und dessen Ehefrau Evelyn. Aus dieser Ehe gingen zwei Söhne und eine Tochter hervor.
Der älteste Sohn David Randolph Moray Stuart erbte beim Tode seines Vaters am 20. Februar 1971 den Viscounttitel. Der zweitälteste Sohn John Douglas Stuart war Lieutnant der Royal Navy und unter anderem in zweiter Ehe mit Lady Caroline Child-Villiers verheiratet, eine Tochter von George Child Villiers, 8. Earl of Jersey. Das jüngste Kind, die einzige Tochter Jean Davina Stuart, war in erster Ehe mit John Reedham Erskine Berney verheiratet, der als Lieutenant des Royal Norfolk Regiment am 24. Juli 1952 im Koreakrieg fiel, sowie in zweiter Ehe mit Percy William Jesson, einem Second Lieutenant der Royal Artillery.
Durch seine Eheschließung mit Lady Rachel Cavendish wurde Stuart angeheirateter Schwager des späteren Premierministers Harold Macmillan, der mit Rachel Cavendishs älterer Schwester Lady Dorothy Evelyn Cavendish verheiratet war.